# Ordem da República Popular da Bulgária
A Ordem da República Popular da Bulgária (em búlgaro: Орден „Народна република България“; transl. Orden "Narodna republika Bŭlgariya") foi uma condecoração civil e militar criada da República Popular da Bulgária em 18 de junho de 1947. Destinava-se a homenagear cidadãos búlgaros e estrangeiros por méritos especiais no desenvolvimento do país. No dia de sua criação, o primeiro-ministro Georgi Dimitrov foi condecorado com a ordem de 1ª classe por ocasião do seu 65º aniversário.

## História
Até 1950, a ordem possuía cinco classes, além de uma estrela dourada atribuída à primeira classe; posteriormente, passou a ter apenas três.
A condecoração era concedida por realizações e méritos excepcionais em diversas áreas, funcionando como uma honraria de caráter universal.
Podiam ser agraciados com a ordem cidadãos búlgaros, estrangeiros (tanto civis quanto militares) e organizações, por exemplo, em 3 de novembro de 1967, a Academia Militar M. V. Frunze recebeu a condecoração.

## Descrição
As insígnias da ordem consistiam em uma estrela de múltiplas pontas, sobre a qual era aplicado o brasão de armas da República Popular da Bulgária. O centro da estrela, sob o brasão, era esmaltado em vermelho, servindo de fundo para o emblema estatal. Na insígnia da 1ª classe, a estrela era feita de metal dourado e o brasão, de metal branco.
Nas insígnias da 2ª e 3ª classes, a estrela era produzida em metal branco e o brasão em metal dourado. As insígnias das 1ª e 2ª classes tinham o mesmo tamanho: 44 por 42 mm. Já a da 3ª classe era idêntica à da 2ª, diferenciando-se apenas pelas dimensões menores: 40 por 38 mm.
O reverso de todas as condecorações era liso e côncavo.
As primeiras versões da ordem se diferenciavam das mais recentes pelo brasão representado no anverso.
Inicialmente, o brasão trazia três fitas envolvendo espigas de trigo, com a inscrição “9.IX.1944” na fita inferior. Nas últimas versões, o brasão passou a ter quatro fitas simetricamente dispostas — duas em cada lado — com as datas “681” à esquerda e “1944” à direita nas fitas inferiores. Fora isso, não havia outras diferenças significativas.
A ordem era usada em um suporte pentagonal coberto por uma fita branca, com duas listras estreitas nas bordas: uma verde e outra vermelha (do centro para a borda).
| 1ª classe | 2ª classe | 3ª classe |
| --------- | --------- | --------- |
|           |           |           |